# ゲジラ計画
ゲジラ計画（Gezira Scheme）とは、スーダン中央部にあるジャジーラ州で実施された大規模な灌漑計画。
白ナイル川・青ナイル川の両河川に囲まれたジャジーラ州を開発するため、イギリスが1925年に計画。スーダン政府にも引き継がれた。事業主体は計画開始当初はエルゲジラ・プランテーション・シンジケートだったが、1950年にゲジラ・ボードに引き継がれた。1950年代に入ると、マナギル地方にまで灌漑地域は拡大された。青ナイル川のセンナールダムや白ナイル川のジェベルアリダムから水を引き、はりめぐらされた灌漑水路の総延長は4300km、灌漑エリアは8,800 km²にも及ぶ。
計画完成後、この地方は大規模な綿花の栽培地帯となった。